# Лустовка (река)
Лустовка (в XIX веке также использовалось название Лустова; фин. Lustowa) — река в Ленинградской области, левый приток Тосны. Вытекает из Кауштинского болота на уровне 60 м и впадает в Тосну (на 77-м км её течения) на уровне 29 м. Длина реки 25 км, средний уклон 0,94 м/км. Ширина реки 2-7 м. Основной приток — река Сердце. Во время весеннего половодья происходит значительное затопление поймы.
По берегам — смешанный лес, много болот. В Лустовке обитают окунь, щука, лещ, елец. В долине реки встречаются орешник, дикий крыжовник, смородина, хмель. По берегам кроме обычных пород иногда попадается лиственница и пихта. По реке встречаются бобры и выдры. Обычны кабаны, медведь, волк, куница, лось.

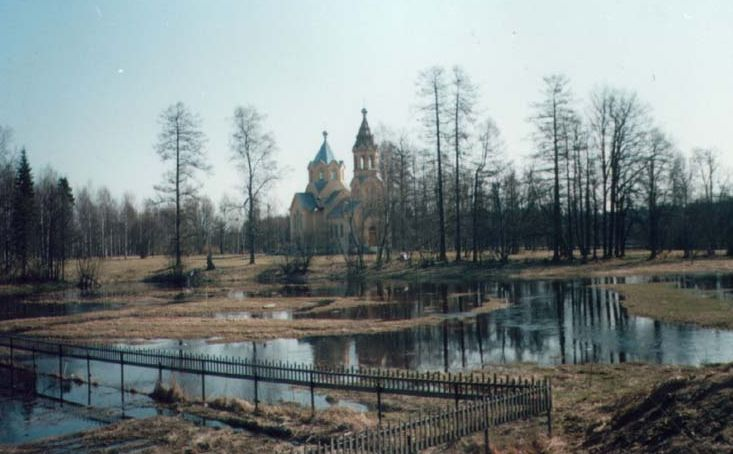
Разлив во время весеннего половодья

Из-за осушения болот, которое началось ещё в XIX веке, и системы мелиоративных канав окружающих лесов водоток Лустовки значительно снизился.

…переливалась через валуны тихая речка Лустовка. Та самая, в которой, по свидетельству Василия Александровича, лет тридцать назад раков ведрами ловили. Бабы местные на мосточки к речке ходили мясо да рыбу чистить, которой в здешних водах было видимо-невидимо. А раки и кормились отходами. Впрочем, что говорить, если до войны по Лустовке даже лес сплавляли, а теперь воды в ней едва по колено…

## Населённые пункты на реке Лустовка
Первое упоминание как о населённых пунктах на Лустовке, как и о самой реке датированы 1500 годом. «Переписная окладная книга по Новугороду Вотьской пятины 7008 года» сообщает о населённых пунктах Никольского Ижорского погоста:
- «деревня на Лустовой» (великокняжеская, «отдано Михалю Павлову сыну Шепякову») — 1 двор, 2 человека[5], «сеют ржи 8 коробей, косят сена 20 копен, обжа»;
- «деревня Лустова на речке на Лустовой» («за Семёном за Игнатьевским сыном Бибикова») — 2 дв., 2 чел., 5 кор., 30 копен, обжа;
- «деревня Машино на Лустовой» («за Семёном за Игнатьевским сыном Бибикова») — 3 дв., 5 чел., 6 коробей, 30 копен, 2 обжи;
- «деревня на усть Лустовой» (своеземцев «Куземки Фёдорова сына Горбунова» и «Матфейка Иванова сына Кречатникова») — 2 дв., 3 чел., ячменя 17 коробей, 30 копен., 2 обжи.

### Населённые пункты на Лустовке в XX—XXI вв.
В настоящее время на реке Лустовка расположены следующие населённые пункты (от истока к устью):
- посёлок Лисино-Корпус
- населённый пункт Кордон Малиновка
- деревня Машино
- деревня Глинка

Также на реке Лустовка располагались ныне несуществующие населённые пункты (от истока к устью):
- железнодорожная станция Лустовка — стала частью посёлка Лисино-Корпус
- деревня Кубуч — стала частью посёлка Лисино-Корпус.
- посёлок Лустовка (при кирпичном завод) — в ходе Великой Отечественной войны и посёлок, и кирпичный завод были разрушены и после войны не восстанавливались.
- деревня Нинекюль — стала частью посёлка Лисино-Корпус.
- деревня Лисино — стала частью посёлка Лисино-Корпус.
- деревня Лустовка — в ходе Великой Отечественной войны разрушена и покинута жителями. После войны не восстанавливалась.

### Достопримечательности на Лустовке
На берегу Лустовки в посёлке Лисино-Корпус расположились два архитектурных творения Н. Л. Бенуа: Охотничий дворец (построен в 1860 году) и Храм во имя Происхождения честных древ честнаго и животворящего Креста (1862).
Река Лустовка в большей части своего течения протекает по территории государственного природного комплексного заказника «Лисинский».